# Truth Seekers
Truth Seekers è una serie televisiva horror britannica del 2020 creata da Nick Frost, Simon Pegg, James Serafinowicz e Nat Saunders. La serie è stata diretta da Jim Field Smith e interpretata da Nick Frost e Simon Pegg.
I primi due episodi sono stati presentati in anteprima al Cannes International Series Festival il 10 ottobre 2020. La serie è poi uscita su Prime Video il 30 ottobre 2020. 
È stata cancellata dopo una sola stagione. 

## Trama
Gus Roberts è il miglior tecnico ingegnere della Smyle, il più grande operatore di rete mobile e provider di servizi Internet della Gran Bretagna. Nel tempo libero è appassionato di fenomeni paranormali e mostra le sue indagini sul suo canale YouTube "Truth Seekers". Gus è inizialmente deluso quando il suo capo, Dave, gli affianca Elton, un ragazzo appena assunto da formare. Tuttavia col passare dei giorni di lavoro, i due stabiliscono un'amicizia e iniziano a collaborare anche nelle indagini paranormali di Gus.
Apparentemente senza alcuna relazione coi due è Astrid, una giovane donna che fugge da un ospedale, perché sostiene di essere perseguitata da diversi fantasmi. 

## Episodi
| Stagione       | Episodi | Pubblicazione USA | Pubblicazione Italia |
| -------------- | ------- | ----------------- | -------------------- |
| Prima stagione | 8       | 2020              | 2020                 |

## Personaggi e interpreti
- Gus Roberts, interpretato da Nick Frost: lavora come tecnico per la Smyle Internet, nutre anche un forte interesse per i fantasmi e i fenomeni paranormali e gestisce un canale YouTube, chiamato "Truth Seekers", che parla delle sue esperienze in presunti luoghi infestati.
- Elton John, interpretato da Samson Kayo: è il nuovo collega di Gus alla Smyle e collabora con lui anche nelle indagini paranormali.
- Astrid, interpretata da Emma D'Arcy: è una giovane donna che dice di essere perseguitata da alcuni fantasmi.
- Richard, interpretato da Malcolm McDowell: lo scontroso suocero di Gus.
- Dave, interpretato da Simon Pegg: è il capo di Gus e il direttore della Smyle.
- Helen, interpretata da Susie Wokoma: è la sorella di Elton, soffre di agorafobia e disturbi d'ansia e ha un canale YouTube in cui realizza tutorial di make-up.
- Dr. Peter Toynbee, interpretato da Julian Barratt
- Emily Roberts, interpretata da Rosalie Craig: è la moglie di Gus, morta dieci anni prima degli eventi narrata nella serie.

## Sviluppo
Nel gennaio del 2018, è stato annunciato che Stolen Picture stava sviluppando Truth Seekers, il loro primo progetto televisivo, una serie comica-horror con episodi di mezz'ora su una squadra investigativa paranormale di tre persone. Nell'agosto 2019, Prime Video ha firmato un ordine per una serie completa su Truth Seekers. La serie ha avuto come protagonisti Simon Pegg e Nick Frost, insieme a Emma D'Arcy, Samson Kayo, Malcolm McDowell, Susie Wokoma e Julian Barratt. Jim Field Smith ha diretto tutti gli 8 episodi della prima stagione. Il 19 ottobre 2020, il produttore esecutivo e CEO di Stolen Picture Miles Ketley è deceduto inaspettatamente, solo 11 giorni prima della première della serie.

## Accoglienza

### Critica
Su Rotten Tomatoes, la serie ha un indice di approvazione del 77% sulla base delle recensioni di 31 critici, con una valutazione media di 6,99/10. L'opinione generale dei critici del sito web recita: "Potrebbe non essere così divertente come le precedenti collaborazioni di Nick Frost e Simon Pegg, ma Truth Seekers è davvero inquietante, bilanciando la sua stupida sensibilità con un terrore strisciante e un cast di talento spaventoso." Su Metacritic, la serie ha un punteggio medio ponderato di 60 su 100 basato sulle recensioni di dieci critici, indicando "recensioni miste o medie".